# پوسو پارک (کالیفرنیا)
پوسو پارک (به انگلیسی: Poso Park) یک منطقهٔ مسکونی در ایالات متحده آمریکا است که در شهرستان تولار، کالیفرنیا واقع شده‌است. پوسو پارک ۰٫۱۱۳ کیلومتر مربع مساحت و ۹ نفر جمعیت دارد و ۱٬۴۲۰٫۹۹ متر بالاتر از سطح دریا واقع شده‌است.